# باريس-كاممبير 2025
باريس-كاممبير 2025 (بالفرنسية: Paris-Camembert 2025)‏ هو سباق دراجات هوائية من فئة  سباق يوم واحد، وهو الموسم السادس والثمانين من باريس-كاممبير، وأقيم في 2 أبريل 2025.
فاز بالمركز الأول Lander Loockx ‏، وحلَّ في المركز الثاني Paul Seixas ‏، بينما جاء Louis Barré ‏ في المركز الثالث.

## الفرق
| فرق عالمية (5)- Arkéa-B&B Hotels - Cofidis - Decathlon AG2R La Mondiale Team - Groupama-FDJ - Intermarché-Wanty فرق برو (10)- كاجا رورال-سيغوروس 2025 ‏ - Equipo Kern Pharma ‏ - أوسكالتيل أوسكادي 2025 ‏ - تيم نوفو نورديسك ‏ - Team TotalEnergies - Unibet Tietema Rockets ‏ - أونو-إكس موبيليتي ‏ - VF Group-Bardiani CSF-Faizanè - بنجوال باوليز ساوكس دبليو بي ‏ - VF Group-Bardiani CSF-Faizanè فرق قارية (4)- CIC U Nantes Atlantique ‏ - Nice Métropole Côte d'Azur ‏ - Van Rysel–Roubaix ‏ - إتش بي بي تي بي – أوبير 93 ‏ |  |
| |  |

## المشاركون
| Decathlon-AG2R La Mondiale DAT | Decathlon-AG2R La Mondiale DAT | Decathlon-AG2R La Mondiale DAT |
| ------------------------------ | ------------------------------ | ------------------------------ |
| م                              | عداء                           | مرتبة                          |
| 1                              | Léo Bisiaux ‏                   | 5                              |
| 2                              | BEL                            | لم يكمل السباق                 |
| 3                              | Noa Isidore ‏                   | 49                             |
| 4                              | Jordan Labrosse ‏               | لم يكمل السباق                 |
| 5                              | Nans Peters ‏                   | 50                             |
| 6                              | Paul Seixas ‏                   | 2                              |
| 7                              | FRA                            | 24                             |

| أوسكالتيل أوسكادي ‏ EUS | أوسكالتيل أوسكادي ‏ EUS | أوسكالتيل أوسكادي ‏ EUS |
| ---------------------- | ---------------------- | ---------------------- |
| م                      | عداء                   | مرتبة                  |
| 11                     | Xabier Isasa ‏          | 74                     |
| 12                     | Paul Hennequin ‏        | لم يكمل السباق         |
| 13                     | Unai Zubeldia ‏         | 65                     |
| 14                     | Danny van der Tuuk ‏    | 71                     |
| 15                     | Iker Mintegi ‏          | 20                     |
| 16                     | Ander Ganzabal ‏        | 40                     |

| Nice Métropole Côte d'Azur ‏ NMC | Nice Métropole Côte d'Azur ‏ NMC | Nice Métropole Côte d'Azur ‏ NMC |
| ------------------------------- | ------------------------------- | ------------------------------- |
| م                               | عداء                            | مرتبة                           |
| 21                              | Andrei Carbunarea‏               | لم يكمل السباق                  |
| 22                              | Damien Girard (cyclist) ‏        | 67                              |
| 23                              | Andrea Mifsud ‏                  | 33                              |
| 25                              | Alexander Konijn ‏               | 63                              |
| 26                              | Axel Narbonne-Zuccarelli ‏       | 60                              |
| 27                              | Carter Guichard‏                 | لم يكمل السباق                  |

| Intermarché-Wanty IWA | Intermarché-Wanty IWA | Intermarché-Wanty IWA |
| --------------------- | --------------------- | --------------------- |
| م                     | عداء                  | مرتبة                 |
| 31                    | Louis Barré ‏          | 3                     |
| 32                    | Francesco Busatto ‏    | 43                    |
| 33                    | Simone Gualdi ‏        | 27                    |
| 34                    | Victor Hannes‏         | 72                    |
| 35                    | Gerben Kuypers ‏       | 94                    |
| 36                    | Luca Van Boven ‏       | 53                    |
| 37                    | لورينزو روتا          | 23                    |

| Team TotalEnergies TEN | Team TotalEnergies TEN | Team TotalEnergies TEN |
| ---------------------- | ---------------------- | ---------------------- |
| م                      | عداء                   | مرتبة                  |
| 41                     | Alexys Brunel ‏         | 42                     |
| 42                     | Joris Delbove ‏         | 34                     |
| 43                     | Alexandre Delettre ‏    | 28                     |
| 44                     | Sandy Dujardin ‏        | 10                     |
| 45                     | Rayan Boulahoite ‏      | لم يكمل السباق         |
| 46                     | Nicola Marcerou ‏       | لم يكمل السباق         |
| 47                     | Geoffrey Soupe ‏        | 85                     |

| Groupama-FDJ GFC | Groupama-FDJ GFC    | Groupama-FDJ GFC |
| ---------------- | ------------------- | ---------------- |
| م                | عداء                | مرتبة            |
| 51               | ريمي كافانيا        | 44               |
| 52               | Thibaud Gruel ‏      | 6                |
| 53               | ويليام مارتن        | 52               |
| 54               | FRA                 | 88               |
| 55               | Maximilian Cushway ‏ | لم يكمل السباق   |
| 56               | Maxime Decomble ‏    | 31               |
| 57               | Baptiste Grégoire ‏  | 66               |

| VF Group-Bardiani CSF-Faizanè VBF | VF Group-Bardiani CSF-Faizanè VBF | VF Group-Bardiani CSF-Faizanè VBF |
| --------------------------------- | --------------------------------- | --------------------------------- |
| م                                 | عداء                              | مرتبة                             |
| 61                                | Federico Biagini ‏                 | 77                                |
| 62                                | Luca Colnaghi ‏                    | 89                                |
| 63                                | Lorenzo Conforti ‏                 | 76                                |
| 64                                | Filippo Fiorelli ‏                 | 21                                |
| 65                                | Filippo Magli ‏                    | 30                                |
| 67                                | Enrico Zanoncello ‏                | 17                                |

| كاجا رورال-سيغوروس ‏ CJR | كاجا رورال-سيغوروس ‏ CJR | كاجا رورال-سيغوروس ‏ CJR |
| ----------------------- | ----------------------- | ----------------------- |
| م                       | عداء                    | مرتبة                   |
| 71                      | إدوارد براديس           | 57                      |
| 72                      | Sergi Darder ‏           | لم يكمل السباق          |
| 73                      | Alex Díaz Álvarez ‏      | 41                      |
| 74                      | Javier Ibañez ‏          | 78                      |
| 75                      | Joseba López ‏           | 68                      |
| 76                      | Iúri Leitão ‏            | لم يكمل السباق          |
| 77                      | Francisco Peñuela ‏      | 46                      |

| Cofidis COF | Cofidis COF              | Cofidis COF    |
| ----------- | ------------------------ | -------------- |
| م           | عداء                     | مرتبة          |
| 81          | بنجامين توماس            | 9              |
| 82          | Valentin Ferron ‏         | 29             |
| 83          | Nicolas Debeaumarché ‏    | 86             |
| 84          | Oliver Knight (cyclist) ‏ | لم يكمل السباق |
| 85          | Paul Ourselin ‏           | 59             |
| 86          | أنتوني بيريز             | 45             |

| بنجوال باوليز ساوكس دبليو بي ‏ WB2 | بنجوال باوليز ساوكس دبليو بي ‏ WB2 | بنجوال باوليز ساوكس دبليو بي ‏ WB2 |
| --------------------------------- | --------------------------------- | --------------------------------- |
| م                                 | عداء                              | مرتبة                             |
| 91                                | Jocelyn Baguelin ‏                 | 38                                |
| 92                                | Johan Meens ‏                      | لم يكمل السباق                    |
| 93                                | Victor Papon ‏                     | لم يكمل السباق                    |
| 94                                | Tom Portsmouth ‏                   | 37                                |
| 95                                | Henri-François Haquin ‏            | 22                                |
| 97                                | Jelle Vermoote ‏                   | 93                                |

| تيم نوفو نورديسك ‏ TNN | تيم نوفو نورديسك ‏ TNN   | تيم نوفو نورديسك ‏ TNN |
| --------------------- | ----------------------- | --------------------- |
| م                     | عداء                    | مرتبة                 |
| 101                   | سام براند               | 82                    |
| 102                   | Declan Irvine ‏          | لم يكمل السباق        |
| 103                   | Matyáš Kopecký ‏         | 7                     |
| 104                   | Antonio Polga‏           | 79                    |
| 105                   | Umberto Poli (cyclist) ‏ | لم يكمل السباق        |
| 106                   | Filippo Ridolfo ‏        | 95                    |
| 107                   | Célestin Wattelle ‏      | لم يكمل السباق        |

| أونو-إكس موبيليتي ‏ UXM | أونو-إكس موبيليتي ‏ UXM     | أونو-إكس موبيليتي ‏ UXM |
| ---------------------- | -------------------------- | ---------------------- |
| م                      | عداء                       | مرتبة                  |
| 111                    | Sakarias Koller Løland ‏    | 8                      |
| 112                    | Stian Fredheim ‏            | 35                     |
| 113                    | Rasmus Bøgh Wallin ‏        | 55                     |
| 114                    | Henrik Pedersen (cyclist) ‏ | 12                     |
| 115                    | Magnus Kulset ‏             | 58                     |
| 116                    | Jonas Iversby Hvideberg ‏   | 36                     |
| 117                    | Martin Urianstad ‏          | 56                     |

| Equipo Kern Pharma ‏ EKP | Equipo Kern Pharma ‏ EKP | Equipo Kern Pharma ‏ EKP |
| ----------------------- | ----------------------- | ----------------------- |
| م                       | عداء                    | مرتبة                   |
| 121                     | فرنسيسكو غالفان         | 15                      |
| 122                     | Haimar Etxeberria ‏      | لم يكمل السباق          |
| 123                     | Antonio Jesús Soto ‏     | 18                      |
| 124                     | Mikel Retegi ‏           | 73                      |
| 125                     | Hugo Aznar ‏             | 96                      |
| 126                     | Ibai Azanza ‏            | 61                      |
| 127                     | Miguel Ángel Fernández ‏ | 75                      |

| Arkéa-B&B Hotels ARK | Arkéa-B&B Hotels ARK | Arkéa-B&B Hotels ARK |
| -------------------- | -------------------- | -------------------- |
| م                    | عداء                 | مرتبة                |
| 131                  | أنتوني ديلابلاسي     | 25                   |
| 132                  | Simon Guglielmi ‏     | 51                   |
| 133                  | كليمان فنتوريني      | 11                   |
| 134                  | Ewen Costiou ‏        | 4                    |
| 135                  | Lucas Janssen ‏       | لم يكمل السباق       |
| 136                  | Paul Thierry‏         | 87                   |
| 137                  | Baptiste Poulard ‏    | 32                   |

| إتش بي بي تي بي – أوبير 93 ‏ AUB | إتش بي بي تي بي – أوبير 93 ‏ AUB | إتش بي بي تي بي – أوبير 93 ‏ AUB |
| ------------------------------- | ------------------------------- | ------------------------------- |
| م                               | عداء                            | مرتبة                           |
| 141                             | Lucas Beneteau ‏                 | 90                              |
| 142                             | Nicolas Breuillard ‏             | 26                              |
| 143                             | Romain Cardis ‏                  | لم يكمل السباق                  |
| 144                             | ألان ريو ‏                       | لم يكمل السباق                  |
| 145                             | Dillon Corkery ‏                 | 14                              |
| 146                             | Théo Delacroix ‏                 | 13                              |
| 147                             | Yohann Simon ‏                   | 92                              |

| Van Rysel–Roubaix ‏ VRR | Van Rysel–Roubaix ‏ VRR | Van Rysel–Roubaix ‏ VRR |
| ---------------------- | ---------------------- | ---------------------- |
| م                      | عداء                   | مرتبة                  |
| 151                    | بابتيست بلانكايرت      | 83                     |
| 152                    | Kévin Avoine ‏          | 80                     |
| 153                    | Rémi Capron ‏           | 39                     |
| 154                    | Célestin Guillon ‏      | 81                     |
| 155                    | Maxime Jarnet ‏         | 16                     |
| 156                    | كيني مولي              | 64                     |
| 157                    | Killian Théot ‏         | 84                     |

| CIC U Nantes Atlantique ‏ UCN | CIC U Nantes Atlantique ‏ UCN | CIC U Nantes Atlantique ‏ UCN |
| ---------------------------- | ---------------------------- | ---------------------------- |
| م                            | عداء                         | مرتبة                        |
| 161                          | Yaël Joalland ‏               | 47                           |
| 162                          | Joris Chaussinand ‏           | 70                           |
| 163                          | Corentin Devroute ‏           | لم يكمل السباق               |
| 164                          | FRA                          | لم يكمل السباق               |
| 165                          | Antoine Hue ‏                 | لم يكمل السباق               |
| 166                          | Lenaïc Langella ‏             | لم يكمل السباق               |
| 167                          | Axel Mariault ‏               | 54                           |

| Unibet Tietema Rockets ‏ RKT | Unibet Tietema Rockets ‏ RKT | Unibet Tietema Rockets ‏ RKT |
| --------------------------- | --------------------------- | --------------------------- |
| م                           | عداء                        | مرتبة                       |
| 171                         | Adam Ťoupalík ‏              | 19                          |
| 172                         | أندرياس ستوكبرو             | لم يكمل السباق              |
| 173                         | Axel Huens ‏                 | 91                          |
| 174                         | Charles Paige ‏              | 69                          |
| 175                         | Tomáš Kopecký (cyclist) ‏    | 48                          |
| 176                         | Lander Loockx ‏              | 1                           |
| 177                         | Abram Stockman ‏             | 62                          |

| Decathlon-AG2R La Mondiale DAT | Decathlon-AG2R La Mondiale DAT | Decathlon-AG2R La Mondiale DAT |
| ------------------------------ | ------------------------------ | ------------------------------ |
| م                              | عداء                           | مرتبة                          |
| 1                              | Léo Bisiaux ‏                   | 5                              |
| 2                              | BEL                            | لم يكمل السباق                 |
| 3                              | Noa Isidore ‏                   | 49                             |
| 4                              | Jordan Labrosse ‏               | لم يكمل السباق                 |
| 5                              | Nans Peters ‏                   | 50                             |
| 6                              | Paul Seixas ‏                   | 2                              |
| 7                              | FRA                            | 24                             |

| أوسكالتيل أوسكادي ‏ EUS | أوسكالتيل أوسكادي ‏ EUS | أوسكالتيل أوسكادي ‏ EUS |
| ---------------------- | ---------------------- | ---------------------- |
| م                      | عداء                   | مرتبة                  |
| 11                     | Xabier Isasa ‏          | 74                     |
| 12                     | Paul Hennequin ‏        | لم يكمل السباق         |
| 13                     | Unai Zubeldia ‏         | 65                     |
| 14                     | Danny van der Tuuk ‏    | 71                     |
| 15                     | Iker Mintegi ‏          | 20                     |
| 16                     | Ander Ganzabal ‏        | 40                     |

| Nice Métropole Côte d'Azur ‏ NMC | Nice Métropole Côte d'Azur ‏ NMC | Nice Métropole Côte d'Azur ‏ NMC |
| ------------------------------- | ------------------------------- | ------------------------------- |
| م                               | عداء                            | مرتبة                           |
| 21                              | Andrei Carbunarea‏               | لم يكمل السباق                  |
| 22                              | Damien Girard (cyclist) ‏        | 67                              |
| 23                              | Andrea Mifsud ‏                  | 33                              |
| 25                              | Alexander Konijn ‏               | 63                              |
| 26                              | Axel Narbonne-Zuccarelli ‏       | 60                              |
| 27                              | Carter Guichard‏                 | لم يكمل السباق                  |

| Intermarché-Wanty IWA | Intermarché-Wanty IWA | Intermarché-Wanty IWA |
| --------------------- | --------------------- | --------------------- |
| م                     | عداء                  | مرتبة                 |
| 31                    | Louis Barré ‏          | 3                     |
| 32                    | Francesco Busatto ‏    | 43                    |
| 33                    | Simone Gualdi ‏        | 27                    |
| 34                    | Victor Hannes‏         | 72                    |
| 35                    | Gerben Kuypers ‏       | 94                    |
| 36                    | Luca Van Boven ‏       | 53                    |
| 37                    | لورينزو روتا          | 23                    |

| Team TotalEnergies TEN | Team TotalEnergies TEN | Team TotalEnergies TEN |
| ---------------------- | ---------------------- | ---------------------- |
| م                      | عداء                   | مرتبة                  |
| 41                     | Alexys Brunel ‏         | 42                     |
| 42                     | Joris Delbove ‏         | 34                     |
| 43                     | Alexandre Delettre ‏    | 28                     |
| 44                     | Sandy Dujardin ‏        | 10                     |
| 45                     | Rayan Boulahoite ‏      | لم يكمل السباق         |
| 46                     | Nicola Marcerou ‏       | لم يكمل السباق         |
| 47                     | Geoffrey Soupe ‏        | 85                     |

| Groupama-FDJ GFC | Groupama-FDJ GFC    | Groupama-FDJ GFC |
| ---------------- | ------------------- | ---------------- |
| م                | عداء                | مرتبة            |
| 51               | ريمي كافانيا        | 44               |
| 52               | Thibaud Gruel ‏      | 6                |
| 53               | ويليام مارتن        | 52               |
| 54               | FRA                 | 88               |
| 55               | Maximilian Cushway ‏ | لم يكمل السباق   |
| 56               | Maxime Decomble ‏    | 31               |
| 57               | Baptiste Grégoire ‏  | 66               |

| VF Group-Bardiani CSF-Faizanè VBF | VF Group-Bardiani CSF-Faizanè VBF | VF Group-Bardiani CSF-Faizanè VBF |
| --------------------------------- | --------------------------------- | --------------------------------- |
| م                                 | عداء                              | مرتبة                             |
| 61                                | Federico Biagini ‏                 | 77                                |
| 62                                | Luca Colnaghi ‏                    | 89                                |
| 63                                | Lorenzo Conforti ‏                 | 76                                |
| 64                                | Filippo Fiorelli ‏                 | 21                                |
| 65                                | Filippo Magli ‏                    | 30                                |
| 67                                | Enrico Zanoncello ‏                | 17                                |

| كاجا رورال-سيغوروس ‏ CJR | كاجا رورال-سيغوروس ‏ CJR | كاجا رورال-سيغوروس ‏ CJR |
| ----------------------- | ----------------------- | ----------------------- |
| م                       | عداء                    | مرتبة                   |
| 71                      | إدوارد براديس           | 57                      |
| 72                      | Sergi Darder ‏           | لم يكمل السباق          |
| 73                      | Alex Díaz Álvarez ‏      | 41                      |
| 74                      | Javier Ibañez ‏          | 78                      |
| 75                      | Joseba López ‏           | 68                      |
| 76                      | Iúri Leitão ‏            | لم يكمل السباق          |
| 77                      | Francisco Peñuela ‏      | 46                      |

| Cofidis COF | Cofidis COF              | Cofidis COF    |
| ----------- | ------------------------ | -------------- |
| م           | عداء                     | مرتبة          |
| 81          | بنجامين توماس            | 9              |
| 82          | Valentin Ferron ‏         | 29             |
| 83          | Nicolas Debeaumarché ‏    | 86             |
| 84          | Oliver Knight (cyclist) ‏ | لم يكمل السباق |
| 85          | Paul Ourselin ‏           | 59             |
| 86          | أنتوني بيريز             | 45             |

| بنجوال باوليز ساوكس دبليو بي ‏ WB2 | بنجوال باوليز ساوكس دبليو بي ‏ WB2 | بنجوال باوليز ساوكس دبليو بي ‏ WB2 |
| --------------------------------- | --------------------------------- | --------------------------------- |
| م                                 | عداء                              | مرتبة                             |
| 91                                | Jocelyn Baguelin ‏                 | 38                                |
| 92                                | Johan Meens ‏                      | لم يكمل السباق                    |
| 93                                | Victor Papon ‏                     | لم يكمل السباق                    |
| 94                                | Tom Portsmouth ‏                   | 37                                |
| 95                                | Henri-François Haquin ‏            | 22                                |
| 97                                | Jelle Vermoote ‏                   | 93                                |

| تيم نوفو نورديسك ‏ TNN | تيم نوفو نورديسك ‏ TNN   | تيم نوفو نورديسك ‏ TNN |
| --------------------- | ----------------------- | --------------------- |
| م                     | عداء                    | مرتبة                 |
| 101                   | سام براند               | 82                    |
| 102                   | Declan Irvine ‏          | لم يكمل السباق        |
| 103                   | Matyáš Kopecký ‏         | 7                     |
| 104                   | Antonio Polga‏           | 79                    |
| 105                   | Umberto Poli (cyclist) ‏ | لم يكمل السباق        |
| 106                   | Filippo Ridolfo ‏        | 95                    |
| 107                   | Célestin Wattelle ‏      | لم يكمل السباق        |

| أونو-إكس موبيليتي ‏ UXM | أونو-إكس موبيليتي ‏ UXM     | أونو-إكس موبيليتي ‏ UXM |
| ---------------------- | -------------------------- | ---------------------- |
| م                      | عداء                       | مرتبة                  |
| 111                    | Sakarias Koller Løland ‏    | 8                      |
| 112                    | Stian Fredheim ‏            | 35                     |
| 113                    | Rasmus Bøgh Wallin ‏        | 55                     |
| 114                    | Henrik Pedersen (cyclist) ‏ | 12                     |
| 115                    | Magnus Kulset ‏             | 58                     |
| 116                    | Jonas Iversby Hvideberg ‏   | 36                     |
| 117                    | Martin Urianstad ‏          | 56                     |

| Equipo Kern Pharma ‏ EKP | Equipo Kern Pharma ‏ EKP | Equipo Kern Pharma ‏ EKP |
| ----------------------- | ----------------------- | ----------------------- |
| م                       | عداء                    | مرتبة                   |
| 121                     | فرنسيسكو غالفان         | 15                      |
| 122                     | Haimar Etxeberria ‏      | لم يكمل السباق          |
| 123                     | Antonio Jesús Soto ‏     | 18                      |
| 124                     | Mikel Retegi ‏           | 73                      |
| 125                     | Hugo Aznar ‏             | 96                      |
| 126                     | Ibai Azanza ‏            | 61                      |
| 127                     | Miguel Ángel Fernández ‏ | 75                      |

| Arkéa-B&B Hotels ARK | Arkéa-B&B Hotels ARK | Arkéa-B&B Hotels ARK |
| -------------------- | -------------------- | -------------------- |
| م                    | عداء                 | مرتبة                |
| 131                  | أنتوني ديلابلاسي     | 25                   |
| 132                  | Simon Guglielmi ‏     | 51                   |
| 133                  | كليمان فنتوريني      | 11                   |
| 134                  | Ewen Costiou ‏        | 4                    |
| 135                  | Lucas Janssen ‏       | لم يكمل السباق       |
| 136                  | Paul Thierry‏         | 87                   |
| 137                  | Baptiste Poulard ‏    | 32                   |

| إتش بي بي تي بي – أوبير 93 ‏ AUB | إتش بي بي تي بي – أوبير 93 ‏ AUB | إتش بي بي تي بي – أوبير 93 ‏ AUB |
| ------------------------------- | ------------------------------- | ------------------------------- |
| م                               | عداء                            | مرتبة                           |
| 141                             | Lucas Beneteau ‏                 | 90                              |
| 142                             | Nicolas Breuillard ‏             | 26                              |
| 143                             | Romain Cardis ‏                  | لم يكمل السباق                  |
| 144                             | ألان ريو ‏                       | لم يكمل السباق                  |
| 145                             | Dillon Corkery ‏                 | 14                              |
| 146                             | Théo Delacroix ‏                 | 13                              |
| 147                             | Yohann Simon ‏                   | 92                              |

| Van Rysel–Roubaix ‏ VRR | Van Rysel–Roubaix ‏ VRR | Van Rysel–Roubaix ‏ VRR |
| ---------------------- | ---------------------- | ---------------------- |
| م                      | عداء                   | مرتبة                  |
| 151                    | بابتيست بلانكايرت      | 83                     |
| 152                    | Kévin Avoine ‏          | 80                     |
| 153                    | Rémi Capron ‏           | 39                     |
| 154                    | Célestin Guillon ‏      | 81                     |
| 155                    | Maxime Jarnet ‏         | 16                     |
| 156                    | كيني مولي              | 64                     |
| 157                    | Killian Théot ‏         | 84                     |

| CIC U Nantes Atlantique ‏ UCN | CIC U Nantes Atlantique ‏ UCN | CIC U Nantes Atlantique ‏ UCN |
| ---------------------------- | ---------------------------- | ---------------------------- |
| م                            | عداء                         | مرتبة                        |
| 161                          | Yaël Joalland ‏               | 47                           |
| 162                          | Joris Chaussinand ‏           | 70                           |
| 163                          | Corentin Devroute ‏           | لم يكمل السباق               |
| 164                          | FRA                          | لم يكمل السباق               |
| 165                          | Antoine Hue ‏                 | لم يكمل السباق               |
| 166                          | Lenaïc Langella ‏             | لم يكمل السباق               |
| 167                          | Axel Mariault ‏               | 54                           |

| Unibet Tietema Rockets ‏ RKT | Unibet Tietema Rockets ‏ RKT | Unibet Tietema Rockets ‏ RKT |
| --------------------------- | --------------------------- | --------------------------- |
| م                           | عداء                        | مرتبة                       |
| 171                         | Adam Ťoupalík ‏              | 19                          |
| 172                         | أندرياس ستوكبرو             | لم يكمل السباق              |
| 173                         | Axel Huens ‏                 | 91                          |
| 174                         | Charles Paige ‏              | 69                          |
| 175                         | Tomáš Kopecký (cyclist) ‏    | 48                          |
| 176                         | Lander Loockx ‏              | 1                           |
| 177                         | Abram Stockman ‏             | 62                          |

## التصنيف العام النهائي
| التصنيف العام | التصنيف العام           | التصنيف العام                 | التصنيف العام | التصنيف العام |
| العداء        | العداء                  | الفريق                        | الوقت         |               |
| ------------- | ----------------------- | ----------------------------- | ------------- | ------------- |
| 1             | Lander Loockx ‏          | Unibet Tietema Rockets ‏       | 4 س 14 د 59 ث |               |
| 2             | Paul Seixas ‏            | أيه إل أم                     | + 0 ث         |               |
| 3             | Louis Barré ‏            | انترمارشي وانتي جوبيرت ماتيرو | + 0 ث         |               |
| 4             | Ewen Costiou ‏           | فورتنيو سامسيك                | + 0 ث         |               |
| 5             | Léo Bisiaux ‏            | أيه إل أم                     | + 0 ث         |               |
| 6             | Thibaud Gruel ‏          | إف دي جي                      | + 44 ث        |               |
| 7             | Matyáš Kopecký ‏         | تيم نوفو نورديسك ‏             | + 56 ث        |               |
| 8             | Sakarias Koller Løland ‏ | أونو-إكس موبيليتي ‏            | + 56 ث        |               |
| 9             | بنجامين توماس           | كوفيديس                       | + 56 ث        |               |
| 10            | Sandy Dujardin ‏         | ديركت إينرجي                  | + 56 ث        |               |
|               |                         |                               |               |               |
|               |                         |                               |               |               |

## وصلات خارجية
- الموقع الرسمي
- هذه المقالة لا تملك بيانات على ويكي بيانات